# Kerian

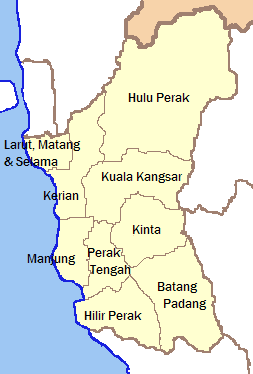
Kerians läge i delstaten Perak.

Kerian är ett distrikt i delstaten Perak, Malaysia. Distriktet har 179 706 invånare (2010).